# Coppa Korać 1973
La Coppa Korać 1973 di pallacanestro maschile venne vinta dalla Forst Cantù.

## Risultati

### Quarti di finale

#### Gruppo A
|    | Squadra                   | G | V | P | PF  | PS  | Dif | P.ti |
| -- | ------------------------- | - | - | - | --- | --- | --- | ---- |
| 1. | Racing Maes Pils Mechelen | 2 | 2 | 0 | 369 | 323 | +46 | 4    |
| 2. | Lokomotiva Zagabria       | 2 | 1 | 1 | 333 | 326 | +7  | 3    |
| 3. | ΧΑΝΘ Salonicco            | 2 | 0 | 2 | 273 | 326 | -53 | 2    |

#### Gruppo B
|    | Squadra         | G | V | P | PF  | PS  | Dif | P.ti |
| -- | --------------- | - | - | - | --- | --- | --- | ---- |
| 1. | Barcellona      | 2 | 2 | 0 | 229 | 198 | +31 | 4    |
| 2. | Denain Voltaire | 2 | 1 | 1 | 293 | 270 | +23 | 3    |
| 3. | Amicale         | 2 | 0 | 2 | 189 | 243 | -54 | 2    |

#### Gruppo C
|    | Squadra        | G | V | P | PF  | PS  | Dif | P.ti |
| -- | -------------- | - | - | - | --- | --- | --- | ---- |
| 1. | Forst Cantù    | 2 | 2 | 0 | 349 | 301 | +48 | 4    |
| 2. | AS Berck       | 2 | 1 | 1 | 342 | 315 | +27 | 3    |
| 3. | Standard Liegi | 2 | 0 | 2 | 311 | 386 | -75 | 2    |

#### Gruppo D
|    | Squadra            | G | V | P | PF  | PS  | Dif | P.ti |
| -- | ------------------ | - | - | - | --- | --- | --- | ---- |
| 1. | Filomatic Picadero | 1 | 1 | 0 | 129 | 112 | +17 | 2    |
| 2. | MTV Wolfenbüttel   | 1 | 0 | 1 | 112 | 129 | -17 | 2    |
| 3. | Rabotnički Skopje  |   |   |   |     |     |     |      |

|  | Qualificate alle semifinali |
|  | Eliminata                   |

### Semifinali
| Squadra 1                 | Totale    | Squadra 2   | Andata | Ritorno |
| ------------------------- | --------- | ----------- | ------ | ------- |
| Racing Maes Pils Mechelen | 177 - 169 | Barcellona  | 99-87  | 78-82   |
| Filomatic Picadero        | 163 - 194 | Forst Cantù | 81-82  | 82-112  |

### Finale
| Squadra 1   | Totale    | Squadra 2                 | Andata | Ritorno |
| ----------- | --------- | ------------------------- | ------ | ------- |
| Forst Cantù | 191 - 169 | Racing Maes Pils Mechelen | 106-75 | 85-94   |

| Coppa Korać 1973      |
| --------------------- |
| Forst Cantù 1º titolo |

## Formazione vincitrice
| N° | Naz.                   | Ruolo | Sportivo             |  | Alt. |  |
| -- | ---------------------- | ----- | -------------------- |  | ---- |  |
| 4  | Italia (bandiera)      | P     | Giorgio Cattini      |  |      |  |
| 5  | Italia (bandiera)      |       | Danilo Zonta         |  |      |  |
| 6  | Italia (bandiera)      | G     | Carlo Recalcati      |  |      |  |
| 7  | Italia (bandiera)      | A     | Franco Meneghel      |  |      |  |
| 8  | Italia (bandiera)      | A     | Fabrizio Della Fiori |  |      |  |
| 9  | Italia (bandiera)      | A     | Antonio Farina       |  |      |  |
| 12 | Italia (bandiera)      | C     | Luciano Vendemini    |  |      |  |
| 13 | Stati Uniti (bandiera) | C     | Bob Lienhard         |  |      |  |
| 14 | Italia (bandiera)      | P     | Pierluigi Marzorati  |  |      |  |
| 15 | Italia (bandiera)      | C     | Mario Beretta        |  |      |  |
| 16 | Italia (bandiera)      | C     | Renzo Tombolato      |  |      |  |
|    | Italia (bandiera)      | All.  | Arnaldo Taurisano    |  |      |  |